# San Francisco Javier (Baleares)

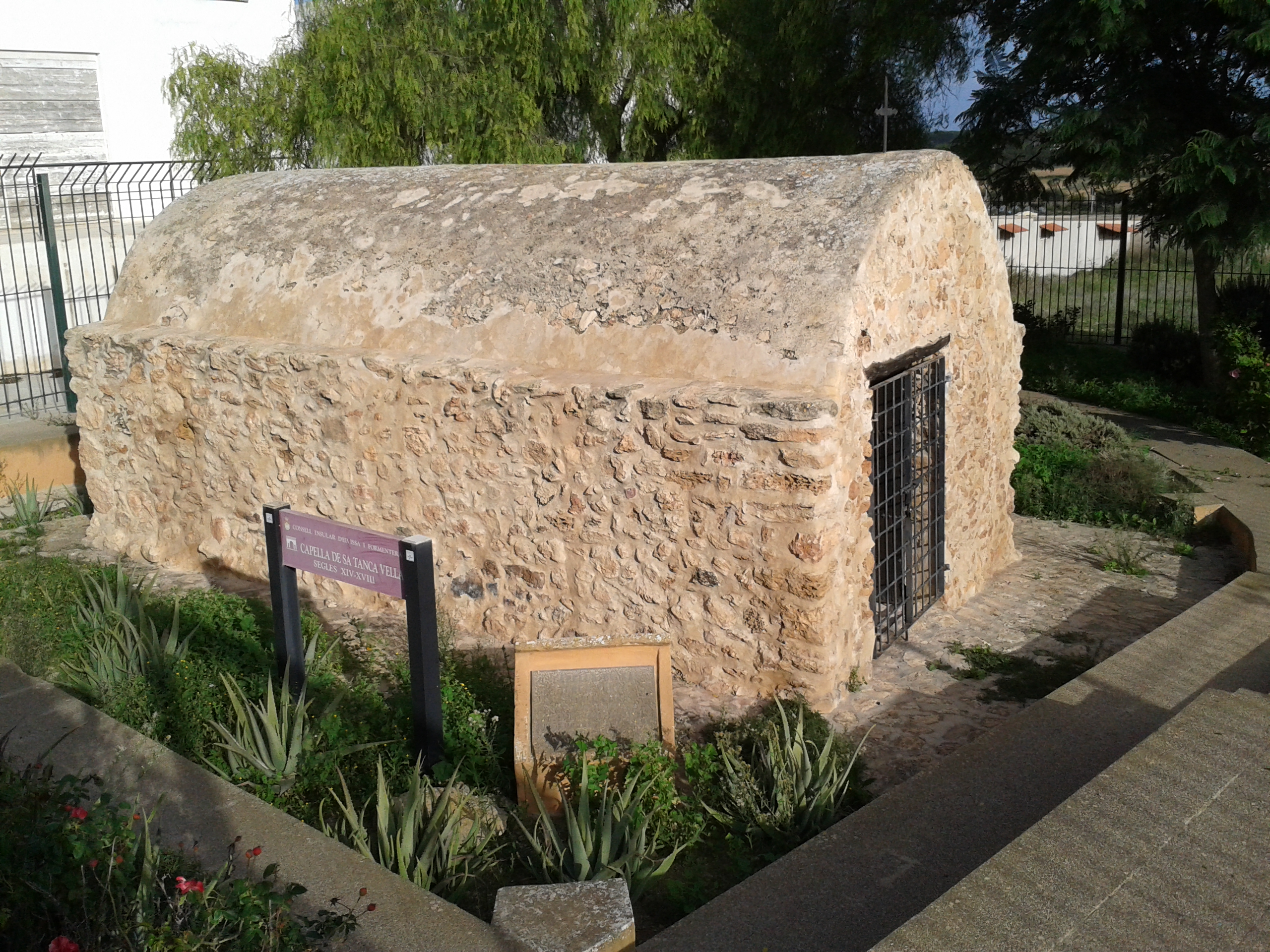
Capilla de sa Tanca Vella.

San Francisco Javier (en catalán y oficialmente Sant Francesc de Formentera) es una localidad española perteneciente al municipio de Formentera, en la parte noroccidental de la isla homónima, comunidad autónoma de las Islas Baleares. Anexa a esta localidad se encuentra el núcleo de Las Bardetas, y un poco más alejados están San Fernando de las Rocas, Cabo de Berbería, La Sabina, Los Pujols y Las Salinas.
Es la capital de Formentera, sede de su Consejo Insular y de los principales servicios de la isla. También forma una de las tres parroquias de Formentera, estando el pueblo situado en la venda de sa Miranda-Cala Saona.

## Historia
Después del repoblamiento a principios del siglo XVIII, la población se estableció alrededor de la antigua capilla de sa Tanca Vella y se construyó un nuevo templo que a la vez servía de fortaleza para refugiarse. Fue inaugurada el 15 de mayo de 1726 y dedicada a San Francisco Javier. En el entorno de la iglesia se construyeron las primeras casas que se denominaban Pueblo de Formentera.
Cerca de San Francisco Javier se encuentran los molinos de harina de sa Miranda. Desde los molinos se tiene una amplia panorámica donde se suceden albuferas, brazos de tierra y mar: el estany d'Es Peix, el estany Pudent, Los Pujols, el parque natural de las Salinas y es Trucadors.

## Demografía
Según el Instituto Nacional de Estadística de España, en el año 2022 San Francisco Javier contaba con 3.362 habitantes censados, lo que representa el 29,44% de la población total del municipio.

### Evolución de la población
| Gráfica de evolución demográfica de San Fco. Javier entre 2012 y 2022 |
|                                                                       |
| Datos según el nomenclátor publicado por el INE.                      |

## Comunicaciones

### Carreteras
Las principales vías de comunicación que transcurren por esta localidad son:
| Identificador | Denominación                                        | Itinerario                                      |
| ------------- | --------------------------------------------------- | ----------------------------------------------- |
| PM-820        | De La Sabina al Faro de La Mola                     | La Sabina - Faro de La Mola                     |
| PMV-820-1     | De San Francisco Javier al Faro de Cabo de Berbería | San Francisco Javier - Faro de Cabo de Berbería |

## Cultura

### Lugares de interés
Entre sus lugares de interés destaca la Iglesia de San Francisco Javier, del siglo XVIII; la capilla románica de sa Tanca Vella, del  siglo XIV, y dedicada a San Valero; los molinos de sa Miranda; y el Museo Etnológico de Formentera.

### Fiestas
El 25 de julio tiene lugar la fiesta de San Jaime, patrón de Formentera. También el 3 de diciembre se celebra San Francisco Javier.